# Histoire du soldat
L'Histoire du soldat est un mimodrame (musique de scène en forme de mélodrame) composé par Igor Stravinsky sur un texte de Charles-Ferdinand Ramuz pour trois récitants (le Lecteur, le Soldat et le Diable) et sept instrumentistes (violon, contrebasse, basson, cornet à pistons, trombone, clarinette et percussions); la première eut lieu à Lausanne le 28 septembre 1918.
Elle est postérieure aux grands ballets stravinskiens et précède sa période néoclassique. Le musicien est alors réfugié en Suisse du fait de la révolution russe, et Serge de Diaghilev, lui-même exilé, ne peut guère l'aider. Il est alors présenté à Ramuz par le chef d'orchestre suisse Ernest Ansermet. Une partie de la partition fut écrite à Lens (Valais), où Stravinsky était hébergé dans le chalet du peintre Albert Muret.
Ce ballet-opéra de chambre dont l'ambiance emprunte au cirque ambulant et au jazz comporte plusieurs courts tableaux dont certains sont inspirés de diverses danses (tango, valse, ragtime). Une suite pour piano, clarinette et violon en a été extraite en 1919. Une seconde suite, respectant l'orchestration initiale, fut écrite en 1920.
La création eut lieu le 28 septembre 1918 avec Georges Pitoëff, au théâtre municipal de Lausanne, sous la direction d'Ansermet. Le Lecteur était Élie Gagnebin, le Diable Jean Villard, futur Gilles. L'instrumentation réduite devait permettre son interprétation au cours d'une tournée dans différents villages helvétiques. Ce projet dut être annulé au dernier moment du fait de la propagation de la grippe espagnole et la représentation suivante ne put avoir lieu qu'en 1923, à Paris.

## Argument
L'argument de la pièce est d'inspiration faustienne mais reprend un vieux conte russe compilé par Alexandre Afanasiev : un Soldat pauvre vend son âme (représentée par le violon) au Diable contre un livre qui permet de prédire l'avenir. Après avoir montré au Diable comment se servir du violon, il revient dans son village. Hélas, au lieu des trois jours promis, le séjour passé avec le Diable a duré trois longues années. Personne au village ne reconnaît le Soldat : ni sa mère, ni sa fiancée, qui s'est mariée.
Le Soldat utilise alors son livre magique pour devenir fabuleusement riche. Incapable d'être heureux avec sa fortune, il joue aux cartes contre le Diable : son argent contre le violon. Le Diable gagne, mais enivré par ses gains il se laisse voler le violon. Le Soldat peut alors guérir et séduire la Princesse malade promise par son père le Roi à qui la guérirait. Malheureusement, cherchant toujours plus de bonheur, le Soldat et la Princesse quittent alors le royaume et désobéissent au Diable. Le Soldat est emporté en enfer.
L'œuvre se termine par le triomphe du démon dans une marche sarcastique.

## Les deux suites extraites de l’œuvre

### La suite de 1919
En 1919, la première suite que Stravinsky tire de la pièce est arrangée pour piano, clarinette et violon. Elle comporte cinq parties :
1. Marche du soldat
2. Le violon du soldat
3. Petit concert
4. Tango / Valse / Ragtime
5. Danse du diable

### La suite de 1920
En 1920, Stravinsky arrange une seconde suite qui conserve l'orchestration originale. Elle comporte neuf parties et dure environ 25 minutes :
1. Marche du soldat
2. Musique pour la scène 1 : air au bord du ruisseau
3. Musique pour la scène 2 : pastorale
4. Marche royale
5. Petit concert
6. Trois danses: Tango / Valse / Ragtime
7. Danse du diable
8. Petit choral / Grand choral
9. Marche triomphale du diable

## Influences musicales
L’Histoire du soldat illustre à quel point Stravinsky a su intégrer une variété d’influences à son propre langage musical : le paso doble dans la « Marche royale »; les trois danses « Tango / Valse / Ragtime » jouées par le Soldat pour guérir la Princesse; la musique klezmer dans l’instrumentation et le travail des textures; le choral Ein feste Burg de Luther dans le « Petit choral »; l’influence de Bach dans le « Grand choral ». Le musicologue Danick Trottier fait le lien entre ces influences multiples et les expériences acquises par Stravinsky dans le Paris cosmopolite du début des années 1910 :
Dans le rétroviseur de Stravinski au moment il compose l’Histoire du soldat, il y a la France et surtout Paris où il a connu ses premiers succès et où il a appris à se bâtir un langage personnel fait d’appropriations et d’influences provenant d’ailleurs, pour autant qu’elles colorent son langage et lui permettent de développer une singularité artistique. Car le Paris de la Belle Époque est bien le lieu par excellence de la confluence des musiciens et des musiques, surtout dans le cas de celles qui proviennent de loin comme le tango et le ragtime.

## Les chorégraphies
La pièce inspire de nombreux chorégraphes, parmi lesquels :
- 1929 : Hanya Holm
- années 1930 : Akarova
- 1942 : John Cranko
- 1965 : Jerome Robbins
- 1966 : Maurice Béjart
- 1967 : Jean Babilée
- 1976 : Jean Guizerix
- 1986 : Jiri Kylian
- 1992 : Michèle Anne De Mey
- 2013 : Jean-Claude Gallotta
- 2017 : Sebastian Galeota théâtre Poche Montparnasse

## Adaptations
En 1984, l'illustrateur et animateur américain R.O. Blechman (en) réalise un moyen métrage d'animation, reprenant la musique et l'essentiel du texte, dans un style mêlant le dessin au trait à des allusions à Kandinsky, Mondrian et à l'art déco. La musique est interprétée par Gerard Schwarz dirigeant l'Orchestre de chambre de Los Angeles, les voix des protagonistes sont tenues par Dušan Makavejev (le soldat), Max von Sydow (le diable) et Andre Gregory (en) (le narrateur) dans la version originale anglaise, et le doublage de la version française est assuré par Henri Salvador (le soldat), Serge Gainsbourg (le diable) et François Périer (le narrateur).

## Mises en scène notables
- 1976 : mise en scène de Pierre Richy, Théâtre municipal Le Mans
- 1981 : mise en scène de Michel Gesin, Théâtre municipal de Poitiers[4]
- 2003 puis 2016 : mise en scène d'Omar Porras, Théâtre Am Stram Gram à Genève
- 2017 : mise en scène de Stéphan Druet, Théâtre de Poche-Montparnasse

## Réception
Theodor W. Adorno considère l'œuvre comme le centre de l'œuvre du compositeur, où s'incarneraient des personnages précurseurs du fascisme : « L'Histoire du soldat s'avère le véritable centre de l'œuvre de Stravinsky aussi parce que, dans la mise en musique du remarquable texte de Ramuz, elle mène pour ainsi dire jusqu'au seuil de la conscience de ce fait. » Il s'agit de ce que l'auteur décrit plus loin « le dépérissement du temps subjectif ». Le texte se poursuit ainsi : « Le héros, figure typique de cette génération d'après la Première Guerre mondiale qui a fourni au fascisme ses hordes […] périt parce qu'il contrevient au commandement enjoignant le chômeur de vivre uniquement dans l'instant. […] ».

## Discographie
- 1952 : Membres de l'Orchestre de la Suisse romande dirigé par Ernest Ansermet avec  Gilles (le Lecteur), François Simon (le Soldat), William Jacques (le Diable) ; représentation de gala le 17 avril Salle de la Réformation à Genève, enregistrée par la Radio suisse romande (CD Claves, nº 50-8918, 1990)
- 1963 : Ensemble instrumental dirigé par Igor Markevitch, avec Jean Cocteau (le Lecteur), Jean-Marie Fertey (le Soldat), Peter Ustinov (Le Diable), Anne Tonietti (La Princesse) (Philips)
- Ensemble instrumental dirigé par Charles Dutoit, avec François Simon, François Berthet, Gérard Carrat (Erato).
- 1980 : Ensemble InterContemporain, dirigé par Pierre Boulez, avec Roger Planchon (récitant), Patrice Chéreau (le Soldat) et Antoine Vitez (le Diable) (Erato)
- Membres du Boston Symphony Orchestra, avec Gabriel Cattand (récitant), François Périer (le Soldat), Philippe Clay (le Diable) (DG)
- Collegium Academicum de Genève, dirigé par Robert Dunand, avec François Berthet (le lecteur), William Jacques (le soldat), Jean-Luc Bideau (le diable) (Éditions Rencontre)
- 2018 : Ensemble instrumental sous la direction de Jean-Christophe Gayot, avec Denis Podalydès (le soldat), Didier Sandre (le lecteur), Michel Vuillermoz (le diable) (Harmonia Mundi)